# Szignatúratan
Az európai népek körében sokáig élő hiedelmet, mely szerint az élőlények valamihez való hasonlósága vagy színe jelöli ki orvosi rendeltetését, szignatúratannak nevezzük.
Cornelius Agrippa írja 1510 körül De occulta philosophia című munkájában: „az orvosok pedig jól tudják, hogy miként segít minden dolog azon, ami hozzá hasonló”.
Így a sárga virágú vagy nedvű növényeket a sárgaság ellen tartották hatásosnak (például vérehulló fecskefű). A piros virágú növények, így a pipacs is, a vérzést csillapítják. A kosborok here alakú ikergumójából készült kivonatról azt tartották, hogy a heregyulladást gyógyítja, a gumók enyhe spermaszagából pedig arra következtettek, hogy növeli a férfiasságot. Erre utal az agárkosbor (Orchis morio) régi nevei közül az embererő vagy a nőszőfű, de a vitézkosbort (Orchismilitaris) meresztőfűnek is nevezték. Az Epipactis nemzetség mai hivatalos magyar neve a nőszőfű.
A szignatúratant Cornelius Agrippa, Paracelsus, Giambattista della Porta, Croll és Schröder foglalták rendszerbe. Bár tanításai mára túlhaladottak, prototudománynak tekinthető, hiszen ezek a hiedelmek vezettek el a gyógynövények felfedezéséhez, tanulmányozásához.